# Метатеза плавных в славянских языках
Метатеза плавных — общеславянское фонетическое изменение. Заключается в устранении праславянских сочетаний *TorT, *TolT, *TerT, *TelT в середине слова и сочетаний *orT, *olT в начале слова (где T — любой согласный). Возможно, вызвано законом открытого слога. По-видимому, протекало уже в эпоху сильной диалектной раздробленности праславянского языка, поэтому дало четыре различных результата в разных группах славянских языков (один в южнославянских языках и чешско-словацкой группе, другой в восточнославянских языках, третий в польском и лужицких и четвёртый в кашубском и полабском). Среди учёных нет единого мнения о времени прохождения данного процесса, однако, как правило, его датируют VIII—IX веками н. э.

## Описание явления
Традиционно считается, что сочетания типа *TorT, *TolT, *TerT, *TelT, *orT, *olT противоречили закону открытого слога, поэтому должны были быть устранены. В различных славянских языках это устранение протекало по-разному, что связано с тем, что данный процесс начался уже в позднепраславянский период, когда праславянский язык был уже сильно диалектно раздроблен. Однако В. Н. Чекман полагает, что закон открытого слога и метатеза плавных не связаны друг с другом по двум причинам: во-первых, в языках, в которых действует закон открытого слога, слоги могут заканчиваться на сонорный, а во-вторых, метатеза произошла накануне падения редуцированных, которое отменило закон открытого слога. Он предлагает альтернативную гипотезу, согласно которой сочетания -or-, -er-, -ol-, -el- между согласными с фонологической точки зрения являлись долгими слоговыми фонемами.

### Метатеза в сочетаниях *TorT, *TolT, *TerT, *TelT
В диалектах, лёгших в основу южнославянских, чешского и словацкого языков, сочетания устранялись путём метатезы плавного, которая сопровождалась удлинением гласного: *TorT > TraT, *TolT > TlaT, *TerT > TrěT, *TelT > TlěT.
В восточнославянских возникало так называемое «полногласие»: *TorT > ToroT, *TolT > ToloT, *TerT > TereT, *TelT > ToloT, TeleT, TeloT. Предположительно, промежуточной стадией были сочетания типа *TorъT, об этом говорит отсутствие заменительного удлинения в полногласных формах перед слогом с исчезнувшим редуцированным в украинском языке (укр. кінь, но город).
В польском и лужицких языках метатеза осуществлялась без удлинения гласного: *TorT > TroT, *TolT > TloT, *TerT > TreT, *TelT > TleT. Возможно, промежуточной стадией было *TъroT с редуцированным гласным, который исчез после падения редуцированных (об этом говорит вокализация предлога в старопольском языке в словосочетаниях we głowie < *vъ gъlově < *vъ golvě, we proch < *vъ pъroxъ < *vъ porxъ).
В полабском и кашубском метатеза не осуществилась в сочетании *TorT (полаб. korvo «корова», gorch «горох», stórnǎ, gord «сарай», vågard «ограда», vórtǎ «ворота», svórkǎ «сорока», кашуб. sarka, varna, mark, vårta, bårna, mårs «мороз»), в полабском известны только два слова с метатезой в этом сочетании — brödǎ и brödǎváicǎ «бородавка». Я. Розвадовский полагал, что это связано с тем, что в этих идиомах *TorT якобы совпало с *TṛT, которое закономерно давало TarT. Данная гипотеза критикуется за отсутствие доказательств. В отличие от польского языка в полабском *TelT изменилось в *TolT, а затем в TloT (mlåkǎ, mlåt). *TerT и *TolT так же, как в польском, дали TreT и TloT соответственно (srédǎ, brézǎ, glåvǎ, slåmǎ, zlåtǎ).
Кроме того, в среднеболгарских памятниках XIII века встречаются формы без метатезы: малдичие, зал̾таринъ, пал̾тьць, халдодавецъ, бал̾тина, салнось.

#### Развитие группы TelT в восточнославянских, полабском и кашубском языках
Отдельную проблему представляет собой неодинаковое развитие группы *TelT в восточнославянских языках: ToloT (праслав. *melko > рус. молоко), TeleT, TeloT (праслав. *šelmъ > др.-рус. шеломъ).
По предположению К. К. Уленбека, это следствие аблаутного чередования *TelT/*TolT. Мнение Уленбека было опровергнуто Т. Торбьёрнссоном, который указал на то, что рефлексы типа ToloT встречаются в таких формах глагола (молоть, волочь), где невозможно наличие o-ступени аблаута. Сам Торбьёрнссон выдвинул альтернативную гипотезу, согласно которой *TelT обычно переходило в ToloT, но если вторым согласным в этом сочетании было z', s' или š, то в TeleT. Т. Лер-Сплавинский считал, что переход *TelT > TeleT осуществлялся, если второй согласный был мягким, и при условии, что ни один из согласных не был губным. Ф. Р. Минлос предлагает схожее решение: рефлексы типа TeleT возникали, если второй согласный был зубным, а ToloT, если губным или заднеязычным.

#### Отражение интонационных различий
Интонационные различия в слогах такого типа косвенно сохранились и в языках-потомках праславянского. Слоги с aкутовой интонацией дали ударение на втором слоге в полногласных сочетаниях в восточнославянских языках, долготу в чешском, краткое нисходящее ударение в сербском; слоги с циркумфлексной интонацией — ударение на первом слоге в полногласных сочетаниях в восточнославянских языках, краткость в чешском, долгое нисходящее ударение в сербском.
| литовский | русский | чешский | сербохорватский | словенский |
| --------- | ------- | ------- | --------------- | ---------- |
| var̃nas    | во́рон   | vran    | вра̂н            | vrân       |
| várna     | воро́на  | vrána   | вра̏на           | vrána      |

### Метатеза в начальных сочетаниях *orT, *olT
Группы *orT, *olT под акутовой интонацией у всех славян изменились в raT, laT. Эти группы под циркумфлексной и новоакутовой интонацией в южнославянских языках и словацком дали также raT, laT, а в западных (кроме словацкого) и восточных roT, loT.
З. Штибер считал, что метатеза в группах *orT, *olT произошла раньше, чем в сочетаниях *TorT, *TolT, *TerT, *TelT. На это, по его мнению, указывают два факта: 1) более единообразное развитие первых групп в отличие от вторых, 2) зависимость метатезы в сочетаниях *orT, *olT от двух древнейших интонаций — акута и циркумфлекса.
В старославянских и церковнославянских памятниках встречаются формы с отсутствием метатезы в группе *olT: ал(ъ)кати «быть голодным», алдии «лодка» (наряду с ладии), ал(ъ)нии «лань» (наряду с лании). Это явление интерпретируют как диалектное или как явление синтаксической фонетики.

### Примеры
|      | праформа и формы родственных языков                                      | южнославянские, чешский, словацкий | восточнославянские | польский, лужицкие                            | кашубский, полабский     |
| ---- | ------------------------------------------------------------------------ | --- | --- | --------------------------------------------- | ------------------------ |
| TorT | праслав. *gordъ, лит. gardas «загон, хлев, стойло»                       | ст.‑слав. градъ, болг. град, сербохорв. гра̑д, словен. grȃd, чеш., словац. hrad «замок»                                                       | рус. и укр. го́род | пол. gród, в.-луж. hród, н.-луж. grod «замок» | кашуб. gard, полаб. gord |
| TolT | праслав. *golva, лит. galvà                                              | ст.‑слав. глава, болг. глава́, сербохорв. гла́ва, словен. glâva чеш. и словац. hlava                                                           | рус. и укр. голова́, бел. галава | пол. głowa, в.-луж. hłowa, н.-луж. głowa      | полаб. glåvǎ             |
| TerT | праслав. *berza, лит. béržas                                             | церк.-слав. брѣза, болг. бреза́, сербохорв. бре̏за, словен. brė́za, чеш. bříza, словац. breza                                                   | рус. берёза, укр. бере́за, бел. бяро́за | пол. brzoza, в.-луж. brěza, н.-луж. brjaza    | полаб. brezǎ             |
| TelT | праслав. *pelva, др.-лит. pẽlūs «мякина»                                 | ст.‑слав. плѣва, болг. пля́ва «солома», макед. плевна сербохорв. пље̏ва «мякина», словен. plẹ́va sk «мякина»                                    | рус. и укр. поло́ва, бел. пало́ва | пол. plewa, в.-луж. pluwa, н.-луж. plowa      |                          |
| őrT  | праслав. *ormo / *ormę «плечо», лат. armus «верхняя часть руки, лопатка» | ст.‑слав. рамо, болг. ра́мо, сербохорв. ра̏ме, словен. ráme, чеш. rámě, rameno, словац. ramä                                                   | др.-рус. рамя, рамо, укр. ра́м᾽я, ра́мено, бел. ра́мя | пол. ramię, в.-луж. ramjo, н.-луж. raḿе       | полаб. ramą́              |
| őlT  | праслав. *olkomъ лит. alkti «быть голодным»                              | ст.‑слав. лакомъ, болг. ла́ком «жадный», сербохорв. ла̏ком, словен. lákom «алчный, жадный, похотливый», чеш. и словац. lakomý «жадный, скупой» | рус. ла́комый (+рус. а́лчный (из цслав., где можно встретить формы с отсутствием метатезы, о чем см. выше)), укр. лако́мий «жадный, похотливый», бел. лако́мы | пол. łakomy, в.-луж. łakomny                  |                          |
| ȍrT  | праслав. *orstъ «рост», лат. arduus «высокий, крутой»                    | ст.‑слав. растъ, болг. раст, сербохорв. ра̑ст, словен. rȃst, чеш. vzrůst, словац. vzrast                                                      | рус. рост, укр. ріст, бел. рост | пол. wzrost, в.-луж. róst                     | полаб. rüst́              |
| ȍlT  | праслав. *oldi «лодка», лит. aldijà «чёлн, однодеревка»                  | ст.‑слав. ладии, болг. ла́дя, сербохорв. ла̑ђа, словен. ládja, чеш. и словац. lod᾽                                                             | рус. ло́дка, укр. лодь, бел. ло́дка | пол. łódź, в.-луж. łódź, н.-луж. łoź          | полаб. lüd᾽а             |

## Механизм явления
В трактовке Р. Якобсона сочетания гласного с плавным в праславянском языке изначально были двухморными дифтонгами (одна мора приходилась на гласный, а вторая на плавный). Впоследствии плавный утратил слоговость, и заменительное удлинение дало долгий гласный в южнославянских и чехо-словацких языках (*ToṛT > *TarT) с последующей метатезой (*TarT > *TraT) и эпентетический гласный в восточнославянских языках (*ToṛT > *ToroT). В лехитских языках, по данной гипотезе, сперва произошла метатеза (*ToṛT > *TṛoT), а уже затем потеря плавным слоговости и эпентеза редуцированного гласного (*TṛoT > *TъroT).
Х. Андерсен предположил, что разница между лехитскими и южнославянскими рефлексами вызвана тем, что в лехитских языках смена количественного противопоставления гласных качественным произошла уже после метатезы, а в южнославянских языках до.

## Хронология

### Относительная хронология
Метатеза плавных произошла после взаимодействий *rj > *r' и *lj > *l'.

### Абсолютная хронология
Основываясь на данных письменных памятников, польский учёный Е. Налепа датирует метатезу плавных у северо-западных славян концом VIII века, у болгар началом IX, а у восточных славян стыком IX и X веков.
С. Б. Бернштейн датировал метатезу III—V вв. н. э.
А. Лампрехт — 750—825 гг. н. э., М. Шекли к 1 половине IX века. М. А. Жовтобрюх и Г. П. Пивторак относят возникновение полногласия у восточных славян к концу VIII — началу IX веков (при этом отмечается, что второй гласный в полногласных сочетаниях, как минимум, до XII века отличался по качеству от первого).

#### Данные письменных памятников
Древнейший зафиксированный пример группы *olT без метатезы — имя одного славянского вождя, записанное византийским историком Феофилактом Симокаттой в 596 году как Αρδαγαστός.
В хронике Фредегара имя сербского князя записано как Dervanus, что соответствует праслав. *dervanъ, а имя словенского князя передано как Walduc, что сравнивают с праслав. *voldyka и *voldъkъ. В житии святого Деметрия, написанном в середине VII века, зафиксировано имя славянского князя из окрестностей Салоник в форме Περβοῦδος, что соответствует праслав. *perbǫdъ.
В 772 году имя славянского князя Карантании было записано как Waltunc, что сопоставляют с записью в хронике Фредегара.
Самая древняя фиксация группы с метатезой, вероятно, восходящая к 784 году, — имя Trebel (праслав. *terbelь) в книге монастыря святого Петра в Зальцбурге.
Имя славянского князя, в поход против которого в 789 году отправился Карл Великий, в европейских хрониках фиксируется уже с метатезой как Dragawitus, Tragawitus, Tranvitus, Tragowit, Dragowit, Dragoidus, Dragitus, Draoscio, Drogoviz, что соответствует праслав. *dorgovitъ.
Константин Багрянородный фиксирует в своём труде «De administrando imperio», написанном около 950 года, две формы без метатезы: Νεμογαρδάς (праслав. *novogordъ) и Δερβλενίνοι (праслав. *dervl'ane), однако нельзя исключить, что эти формы продолжают более раннюю традицию, и на самом деле метатеза в языке восточных славян в это время уже произошла.

#### Данные заимствований

Карл Великий

Метатеза плавных охватила и древние заимствования в праславянский язык:
- прагерм. *bardō «боевой топор» > праслав. *bordy «топор» > ст.‑слав. брады, сербохорв. брадва, словен. bradva[28];
- др.-в.-нем. Karal, Karl «Карл (Великий)» > праслав. *korl’ь «король» > др.-рус. король, рус. , укр. коро́ль, церк.-слав. крал̑ь, болг. крал, сербохорв. кра̑љ, словен. králj, чеш. král, словац. král᾽, пол. król[48];
- др.-в.-нем. karmala «мятеж» > праслав. *kormola «бунт, восстание» > укр. коромо́ла «интриги, происки», ст.‑слав. крамола, болг. крамола «шум, тревога, волнение, ссора», чеш. kramola;
- лат. arca > гот. arka > праслав. *orka «рака» > ст.‑слав. рака, болг. ра́ка, др.-рус. рака «ларец с мощами», сербохорв. ра̏ка «могильный склеп», словен. ráka «склеп». Возможно, непосредственно из латыни[49];
- др.-в.-нем. ar(a)vanī «дар» > ст.‑слав. ровании, рованиѥ «дар»;
- др.-в.-нем. walah, walh «чужеземец, кельт, представитель романских народов» > праслав. *volxъ «представитель романоязычного народа» > укр. воло́х «румын», болг. влах «валах», сербохорв. вла̏х «валах, румын», чеш. Vlach устар. «итальянец», пол. Włoch «итальянец»[50];
- гот. weinagards «виноградная лоза» > праслав. *vinogordъ «виноградник» > ст.‑слав. виноградъ, сербохорв. вѝногра̑д[51].

Более поздние заимствования избавляются от нежелательных сочетаний путём вставки редуцированного:
- лат. altār(e) > др.-в.-нем. altāri > ст.‑слав. олътарь «алтарь»;
- др.-греч. ὄργανον > ст.‑слав. оръганъ «орган»;
- др.-норв. Helga > др.-рус. Ольга.

Отсутствие метатезы отражено в ряде древних заимствований из праславянского в балканские языки:
- греч. σβαρνα < праслав. *borna «борона»;
- греч. μέρζα «сеть» < праслав. *merža «сеть»;
- греч. βάλτος «болото» < праслав. *bolto «болото»;
- греч. μπαρδαβίτσα «бородавка» < праслав. *bordavica «бородавка»;
- рум. baltă «болото» < праслав. *bolto «болото»;
- рум. daltă «долото» < праслав. *dolto «долото»;
- рум. gard «забор» < праслав. *gordъ;
- рум. scovardă «сковорода» < праслав. *skovorda «сковорода»;
- алб. baltë «тина, болото, глина, земля» < праслав. *bolto «болото»;
- алб. daltë «долото» < праслав. *dolto «долото»;
- алб. gardh «изгородь» < праслав. *gordъ.

Во время первых контактов восточных славян с финно-угорскими и балтийскими племенами в языке первых ещё не произошла метатеза, о чём говорит ряд древних заимствований:
- латыш. kalps «слуга» < праслав. *xolpъ;
- диал. латыш. kārms «здание» < праслав. *xormy;
- фин. kalkkala, вепс. kaukol, вод. kalkkale «головка льна» < праслав. *kolkolъka;
- фин. kalsu, карел. kalšu, вепс. kal’žud, вепс. kalts «чулок» < праслав. *kolša «штанина»;
- фин. karsta, вод. karssa «нагар, сажа, корка» < праслав. *korsta «короста»;
- фин. palttina, карел. palttin, вепс. paltin «полотно, холст» < праслав. *poltьno «полотно»;
- карел. parh, вепс. parh «свежевыпавший снег» < праслав. *porxъ;
- фин. suvalkko, карел. suvalk, вепс. suvalk < праслав. *sъvolkъ «сволок»;
- фин. talka «киль» < праслав. *dolga;
- фин. talkkuna, карел. talkkuna, вепс. taukun «каша из толокна» < праслав. *tolkъno «толокно»;
- фин. taltta, карел. taltta, вепс. taltt «долото» < праслав. *dolto «долото»;
- фин. varpunen, карел. varpuine, вод. värpi, эст. varblane «воробей» < праслав. *vorbьjь «воробей»;
- фин. värtsi, карел. värčči, вод. värtsi «мешок» < праслав. *vertja;
- фин. värttinä, карел. värttinä, вепс. värt’in, вод. värttänä, эст. värtten «веретено» < праслав. *verteno «веретено».

В свою очередь, метатеза плавных охватила и древнейшие финские заимствования в русском:
- др.-новг. коломище «кладбище» < фин. kalmisto;
- др.-новг. соломя «пролив» < фин. salmi;
- рус. диал. мере́да, мерёда «верша» < фин. merta «верша».

#### Данные топонимов
Название реки в Австрии Першлинг в 834 году было записано как Bersnicha и было заимствовано немцами не раньше 790-х гг. из праслав. *berzьnika. Адам Бременский при описании Limes Saxoniae приводит название реки Birznig, также заимствованное из праслав. *berzьnika или *berzьnikъ.
Метатеза плавных произошла после заселения славянами Балкан, о чём свидетельствует её наличие в ряде топонимов, заимствованных славянами у коренного населения:
- словен. Labnica < кельтск. *Albanto-;
- словен. Krajina < лат. Carnia;
- словен. Kras < лат. Carso;
- сербохорв. Лаберија < лат. Albania;
- сербохорв. Лабин < лат. Albōna;
- сербохорв. Мљет < лат. Mel(i)ta;
- сербохорв. Раб < лат. Arba, др.-греч. Ἄρβη;
- сербохорв. Рашка < иллир. Arsia;
- сербохорв. Скрадин < лат. Scardona;
- сербохорв. Срем < лат. Sermium;
- сербохорв. Требиње < лат. Terbuni;
- сербохорв. Црес < < лат. Cherso;
- болг. Лом < лат. Almus, др.-греч. Ἄλμος;
- болг. Средец < лат. Serdica.

Среди топонимов, заимствованных греками у славян, есть отражающие формы до метатезы плавных:
- греч. Αρδαμέρι < праслав. *ordoměr'ь;
- греч. Αρτοτίβα < праслав. *ordotiva;
- греч. Βάλτουκα < праслав. *boltъko;
- греч. Βεργουβίτσα < праслав. *bergovica;
- греч. Γαρδίκι < праслав. *gordьkъ;
- греч. Γαρδενίκια < праслав. *gordьnik'a.

Скандинавы, попавшие на Русь в начале IX века, записали название Полоцка (др.-рус. Полотьскъ < *poltьskъ) как Palteskia.
Метатеза плавных произошла в древнерусских названиях Тъмуторокань, которое было заимствовано в IX веке из тюркского Tamantarkan, и Меречь, заимствованного из лит. Merkys.
Метатеза произошла в топонимах, возможно, заимствованных славянами у финно-угров:
- рус. Ладога < фин. *aaldokas «волнующийся»;
- рус. Ловать < фин. Alvatti (joki);
- др.-рус. Норова < эст. Narva.